# Stefania Przedecka
Stefania Przedecka, właśc. Sura Przedecka, ps. Marysia, Zofia, Wiktoria, Mariańska, Tańska, Kalinowska, Maria Nowakowska (ur. 22 stycznia 1879 r. w Kutnie, zm. 21 stycznia 1938 r. w Leningradzie) – polska i sowiecka działaczka komunistyczna pochodzenia żydowskiego, członek SdKPiL, KPP oraz RKP(b) i WKP(b).

## Życiorys
Pochodziła z żydowskiej rodziny drobnomieszczańskiej. Jej ojciec Berek (Bernard) wysłał ją na pensję żeńską do Warszawy, by zdobyła średnie wykształcenie. Początkowo pracowała jako nauczycielka, a w 1902 r. została modystką.
Od 1904 r. należała do Socjaldemokracji Królestwa Polskiego i Litwy, prowadziła agitację wśród robotnic i zakładała koła kobiece partii. Współorganizowała strajk krawców w Warszawie, za co latem 1905 r. była pierwszy raz więziona przez władze rosyjskie na oddziale kobiecym Pawiaka, zwanym Serbią. W 1906 r. została przewodniczącą Związku Zawodowego Pracowników Igły. W 1907 r. została ponownie aresztowana i wydalona z Kongresówki. Przez ponad dwa lata przebywała w Szwajcarii, udzielając się w sekcji SdKPiL w Zurychu. W 1910 r. wróciła potajemnie z zagranicy i wznowiła aktywność polityczną, kierując organizacją partyjną na terenie Łodzi i działając w Komitecie Warszawskim SdKPiL. W okresie konfliktów między zarządem partii, przebywającym na emigracji, a władzami krajowymi, opowiadała się po stronie tych ostatnich. Po raz trzeci uwięziona w 1913 r., po śledztwie i procesie, w trakcie których była osadzona w X Pawilonie Cytadeli warszawskiej, została skazana na osiedlenie w guberni irkuckiej. W sierpniu 1914 r. – wobec wybuchu wojny – została wraz z innymi aresztantami ewakuowana do Orła nad Oką, a w 1916 r. zesłana do Irkucka. Tam podczas rewolucji lutowej 1917 r. wyszła na wolność i uczestniczyła w masowych wystąpieniach robotniczych.
Wkrótce potem przybyła do Moskwy, gdzie w czerwcu 1917 r. wybrano ją na zastępcę członka Komitetu Wykonawczego grup SdKPiL w Rosji, a po rewolucji październikowej została członkiem Komisariatu Polskiego. Od 1918 r. należała też do Centralnego Komitetu Wykonawczego Komunistycznej Partii Robotniczej Polski. W lutym 1919 r. w związku z działaniami wojennymi na froncie zachodnim przeniosła się wraz z innymi członkami egzekutywy KPRP do Mińska, a następnie do sowieckiego wówczas Wilna. Stamtąd w maju tego roku została skierowana do Białegostoku, gdzie stanęła na czele komitetów miejskiego i okręgowego KPRP i przez dwa miesiące organizowała działalność nielegalnych struktur, które miały stać się zalążkiem centrali partii komunistycznej w Polsce. Po klęsce bolszewików w wojnie 1920 r. pozostała w kraju, kontynuując tajną działalność w łódzkim komitecie okręgowym KPRP. Aresztowana w sierpniu 1921 r. w Będzinie pod zarzutem działalności przeciwko państwu polskiemu, otrzymała w styczniu 1922 r. wyrok pięciu lat ciężkiego więzienia, ale już w marcu 1923 r. została wydalona do ZSRR w ramach wymiany więźniów politycznych.
Później kierowała Biurem Polskim Rosyjskiej Partii Komunistycznej (bolszewików) na sowieckiej Białorusi (1923–1925) i Biurem Polskim Wszechzwiązkowej KP(b) w Leningradzie (1925-1928). Następnie w latach 1928-1933 pracowała naukowo w Instytucie Marksa-Engelsa-Lenina przy Komitecie Centralnym WKP(b) w Moskwie, współorganizując Polskie Archiwum Rewolucji, które gromadziło i badało dokumenty władz carskich dotyczące polskiego ruchu robotniczego. Pełniła również funkcję delegata na zjazd Rad ZSRR. Aresztowana przez NKWD 3 września 1937 r. w ramach wielkiej czystki, została oskarżona o działalność kontrrewolucyjną, skazana 12 stycznia 1938 r. na karę śmierci i rozstrzelana.